# Ізмолос
Ізмолос (Ісмолос, крим. İsmolos, також Верблюд) — гора в Криму на південних відрогах Ай-Петринської яйли. Висота 717 м. Вершини гір Хир (651 м.) та Ісмолос знаходяться поблизу. Між цими горами виявлена стоянка неоліту.
Власне вниз від Ай-Петринської яйли до Кацівелі розташовано вервечкою три гори: Пиляки (850 м.), Ізмолос (717 м.), Хир (651 м.).